# Flekkefjordbanen
| Flekkefjordbanen mit Lundevatnet. |                                  |                                 |                                 |
| Streckenlänge: | 17,14 km                         |                                 |                                 |
| Spurweite: | 1067 mm ab 1. Mai 1944: 1435 mm  |                                 |                                 |
| Stromsystem: | Egersund–Sira: 15 kV 16 2/3 Hz ~ |                                 |                                 |
| |                                  |                                 |                                 |
| \| \| \| Jærbanen von Stavanger \| \| \| \| \| Eie pens (1930)[1] \| \| \| \| \| \| \| \| \| \| Eideåna \| \| \| \| 75,82 \| Egersund gamle (1878–1952) \| Egersund gamle (1878–1952) \| \| \| 74,71 525,56 \| Egersund (1944) \| 11,1 moh. \| \| \| 523,66 \| Slettebø (1904) \| Slettebø (1904) \| \| \| 515,99 \| Klungland (1904) \| Klungland (1904) \| \| \| \| Bjørkenes (ca. 300 m) \| \| \| \| 511,29 \| Helleland (1904) \| (früher Pers.-Halt) \| \| \| \| Rinnan (etwa 300 m) \| \| \| \| 508,14 \| Orrestad (1912) \| Orrestad (1912) \| \| \| 498,15 \| Ualand (1904) \| Ualand (1904) \| \| \| 491,09 \| Heskestad (1904) \| Heskestad (1904) \| \| \| \| Mehei (etwa 300 m) \| \| \| \| \| Drangsdalen (ca. 4.000 m) \| \| \| \| 477,24 \| Moi (1904) \| 58,4 m moh. \| \| \| 472,76 \| Tronvik (1926) \| Tronvik (1926) \| \| \| \| Heståsen (3.150 m) \| \| \| \| \| Sira (300 m) \| \| \| \| 468,63 0,0 \| Sira (1943) \| 72,7 m moh. \| \| \| \| Sørlandsbanen nach Kristiansand \| \| \| \| 0,93 \| Bakkekleivi (1943) \| Bakkekleivi (1943) \| \| \| 1,94 \| Sirnesmoen (1944) \| Sirnesmoen (1944) \| \| \| 2,88 \| Sirnes (1904) \| Sirnes (1904) \| \| \| \| Foråsen (ca. 550 m) \| \| \| \| \| Midgaren (ca. 750 m) \| \| \| \| \| Ravnejuvet (1 174 m) \| \| \| \| 6,61 \| Regevik (1926) \| Regevik (1926) \| \| \| 8,58 \| Flikkeid (1904) \| Flikkeid (1904) \| \| \| \| Flikkeid (etwa 850 m) \| \| \| \| 9,63 \| Lavoll (1935) \| Lavoll (1935) \| \| \| \| Lafjell (etwa 300 m) \| \| \| \| 11,43 \| Solandsveien (1933) \| Solandsveien (1933) \| \| \| 12,20 \| Straumlandsveien (1951) \| Straumlandsveien (1951) \| \| \| \| Løgan \| \| \| \| \| Logaåsen \| \| \| \| 14,00 \| Loga (1904) \| Loga (1904) \| \| \| 15,09 \| Selura (1926) \| Selura (1926) \| \| \| \| Årenes (etwa 350 m) \| \| \| \| \| Drangeid \| \| \| \| \| Trolldalen (ca. 500 m) \| \| \| \| 17,14 \| Flekkefjord (1904) \| Flekkefjord (1904) \| |                                  |                                 |                                 |
| Strecke |                                  | Jærbanen von Stavanger          | Jærbanen von Stavanger          |
| ehemaliger Bahnhof |                                  | Eie pens (1930)                 | Eie pens (1930)                 |
| Strecke von links (außer Betrieb) · Abzweig geradeaus und ehemals nach rechts |                                  |                                 |                                 |
| Brücke über Wasserlauf (Strecke außer Betrieb) · Strecke |                                  | Eideåna                         | Eideåna                         |
| Kopfbahnhof Streckenende (Strecke außer Betrieb) · Strecke | 75,82                            | Egersund gamle (1878–1952)      | Egersund gamle (1878–1952)      |
| Bahnhof | 74,71 525,56                     | Egersund (1944)                 | 11,1 moh.                       |
| ehemaliger Haltepunkt / Haltestelle | 523,66                           | Slettebø (1904)                 | Slettebø (1904)                 |
| ehemaliger Dienststation / Betriebs- oder Güterbahnhof | 515,99                           | Klungland (1904)                | Klungland (1904)                |
| Tunnel |                                  | Bjørkenes (ca. 300 m)           | Bjørkenes (ca. 300 m)           |
| Dienststation / Betriebs- oder Güterbahnhof | 511,29                           | Helleland (1904)                | (früher Pers.-Halt)             |
| Tunnel |                                  | Rinnan (etwa 300 m)             | Rinnan (etwa 300 m)             |
| ehemaliger Haltepunkt / Haltestelle | 508,14                           | Orrestad (1912)                 | Orrestad (1912)                 |
| ehemaliger Bahnhof | 498,15                           | Ualand (1904)                   | Ualand (1904)                   |
| ehemaliger Bahnhof | 491,09                           | Heskestad (1904)                | Heskestad (1904)                |
| Tunnel |                                  | Mehei (etwa 300 m)              | Mehei (etwa 300 m)              |
| Tunnel |                                  | Drangsdalen (ca. 4.000 m)       | Drangsdalen (ca. 4.000 m)       |
| Bahnhof | 477,24                           | Moi (1904)                      | 58,4 m moh.                     |
| ehemaliger Haltepunkt / Haltestelle | 472,76                           | Tronvik (1926)                  | Tronvik (1926)                  |
| Tunnel |                                  | Heståsen (3.150 m)              | Heståsen (3.150 m)              |
| Brücke über Wasserlauf |                                  | Sira (300 m)                    | Sira (300 m)                    |
| Bahnhof | 468,63 0,0                       | Sira (1943)                     | 72,7 m moh.                     |
| Abzweig ehemals geradeaus und nach links |                                  | Sørlandsbanen nach Kristiansand | Sørlandsbanen nach Kristiansand |
| Haltepunkt / Haltestelle (Strecke außer Betrieb) | 0,93                             | Bakkekleivi (1943)              | Bakkekleivi (1943)              |
| Haltepunkt / Haltestelle (Strecke außer Betrieb) | 1,94                             | Sirnesmoen (1944)               | Sirnesmoen (1944)               |
| Bahnhof (Strecke außer Betrieb) | 2,88                             | Sirnes (1904)                   | Sirnes (1904)                   |
| Tunnel (Strecke außer Betrieb) |                                  | Foråsen (ca. 550 m)             | Foråsen (ca. 550 m)             |
| Tunnel (Strecke außer Betrieb) |                                  | Midgaren (ca. 750 m)            | Midgaren (ca. 750 m)            |
| Tunnel (Strecke außer Betrieb) |                                  | Ravnejuvet (1 174 m)            | Ravnejuvet (1 174 m)            |
| Haltepunkt / Haltestelle (Strecke außer Betrieb) | 6,61                             | Regevik (1926)                  | Regevik (1926)                  |
| Bahnhof (Strecke außer Betrieb) | 8,58                             | Flikkeid (1904)                 | Flikkeid (1904)                 |
| Tunnel (Strecke außer Betrieb) |                                  | Flikkeid (etwa 850 m)           | Flikkeid (etwa 850 m)           |
| Haltepunkt / Haltestelle (Strecke außer Betrieb) | 9,63                             | Lavoll (1935)                   | Lavoll (1935)                   |
| Tunnel (Strecke außer Betrieb) |                                  | Lafjell (etwa 300 m)            | Lafjell (etwa 300 m)            |
| Haltepunkt / Haltestelle (Strecke außer Betrieb) | 11,43                            | Solandsveien (1933)             | Solandsveien (1933)             |
| Haltepunkt / Haltestelle (Strecke außer Betrieb) | 12,20                            | Straumlandsveien (1951)         | Straumlandsveien (1951)         |
| Haltepunkt / Haltestelle (Strecke außer Betrieb) |                                  | Løgan                           | Løgan                           |
| Haltepunkt / Haltestelle (Strecke außer Betrieb) |                                  | Logaåsen                        | Logaåsen                        |
| Haltepunkt / Haltestelle (Strecke außer Betrieb) | 14,00                            | Loga (1904)                     | Loga (1904)                     |
| Haltepunkt / Haltestelle (Strecke außer Betrieb) | 15,09                            | Selura (1926)                   | Selura (1926)                   |
| Tunnel (Strecke außer Betrieb) |                                  | Årenes (etwa 350 m)             | Årenes (etwa 350 m)             |
| Haltepunkt / Haltestelle (Strecke außer Betrieb) |                                  | Drangeid                        | Drangeid                        |
| Tunnel (Strecke außer Betrieb) |                                  | Trolldalen (ca. 500 m)          | Trolldalen (ca. 500 m)          |
| Kopfbahnhof Streckenende (Strecke außer Betrieb) | 17,14                            | Flekkefjord (1904)              | Flekkefjord (1904)              |

Die Flekkefjordbane (deutsch Flekkefjordbahn) ist eine norwegische Eisenbahnstrecke von Sira nach Flekkefjord. Sie ist 17 km lang und hat 13 Tunnel. Ursprünglich war die Flekkefjordbane eine Verlängerung der Jærbane von Egersund nach Flekkefjord.

## Geschichte
Der Bau der Strecke begann 1897. Sie wurde als Schmalspurbahn mit 1067 mm Spurweite ausgeführt. Der erste planmäßige Zug fuhr am 1. Oktober 1904 von Flekkefjord nach Egersund gamle.
Als die Strecke 1904 eröffnet wurde, lag der alte Bahnhof in Egersund nicht direkt an der Hauptstrecke zwischen Stavanger und Sira. Der Abzweig erfolgte in Eia pens. Dort gab es zur damaligen Zeit keinen Bahnhof, lediglich eine besetzte Abzweigstelle. Deshalb mussten die von Stavanger kommenden Züge in den Kopfbahnhof einfahren. Zur Weiterfahrt nach Flekkefjord mussten die Züge bis Eia pens zurückgedrückt werden und konnten von dort aus die Fahrt fortsetzten. Das gleiche Verfahren galt für Züge in die andere Richtung. Eia pens war von einem Bahnwärter besetzt. Mit dem Streckenumbau 1944 und der Errichtung des neuen Bahnhofes in Egersund entfielen diese Sägefahrten.
Speziell im Streckenabschnitt zwischen Flekkefjord und Sirnes ist die Topografie schwierig. Die Strecke hat eine Steigung von bis zu 19 ‰, und von 14,3 km verlaufen 5,4 km (38 %) in Tunneln. Der Ravnejuvet-Tunnel, der mit 1.174 m der längste der Strecke ist, war zwei Jahre lang bis zur Fertigstellung des Gravhalstunnels an der Bergenbahn ebenfalls der längste Tunnel Norwegens und wurde von Hand gebaut.
Zu Beginn hatte die Strecke zwei Bahnhöfe, Flekkefjord und Sirnes. Der Haltepunkt Flikkeid wurde 1912 zu einem Bahnhof aufgewertet. Alle Gebäude entlang der Strecke wurden von Paul Due entworfen. Das Stationsgebäude in Flekkefjord wurde 1967 abgerissen, das in Sirnes 1977 und das in Flikkeid 1988.

## Verbindung zur Sørlandsbane
1940 wurde mit den Arbeiten zur Verbindung der Flekkefjordbanen mit der Sørlandsbane begonnen. Von Sirnes nach Sira musste die Strecke neu trassiert werden. Gleichzeitig wurde die Bahn auf Normalspur umgebaut. Von 1941 bis 1944 verkehrten Züge mit beiden Spurweiten, die Züge zwischen Flekkefjord und Egersund fuhren in Schmalspur. Die Bauzüge zwischen Flekkefjord und Sira fuhren in Normalspur. Ab 1. Mai 1944 war die Flekkefjordbane eine Nebenstrecke der Sørlandsbane und wurde nur noch in Normalspur befahren.
1946 wurde die alte Bahntrasse zwischen Sirnes und Moi als Straßentrasse für die Hauptstraße zwischen Kristiansand und Stavanger in Gebrauch genommen und ersetzte die Trasse über Tronåsen und die Bakke-Brücke über den Fluss Sira von 1844.
1990 wurde der tägliche Betrieb der Bahn eingestellt. Seit 1990 wird die Bahn zum Teil für touristische Zwecke benutzt, z. B. für Draisinenfahrten.

## Fahrzeugeinsatz

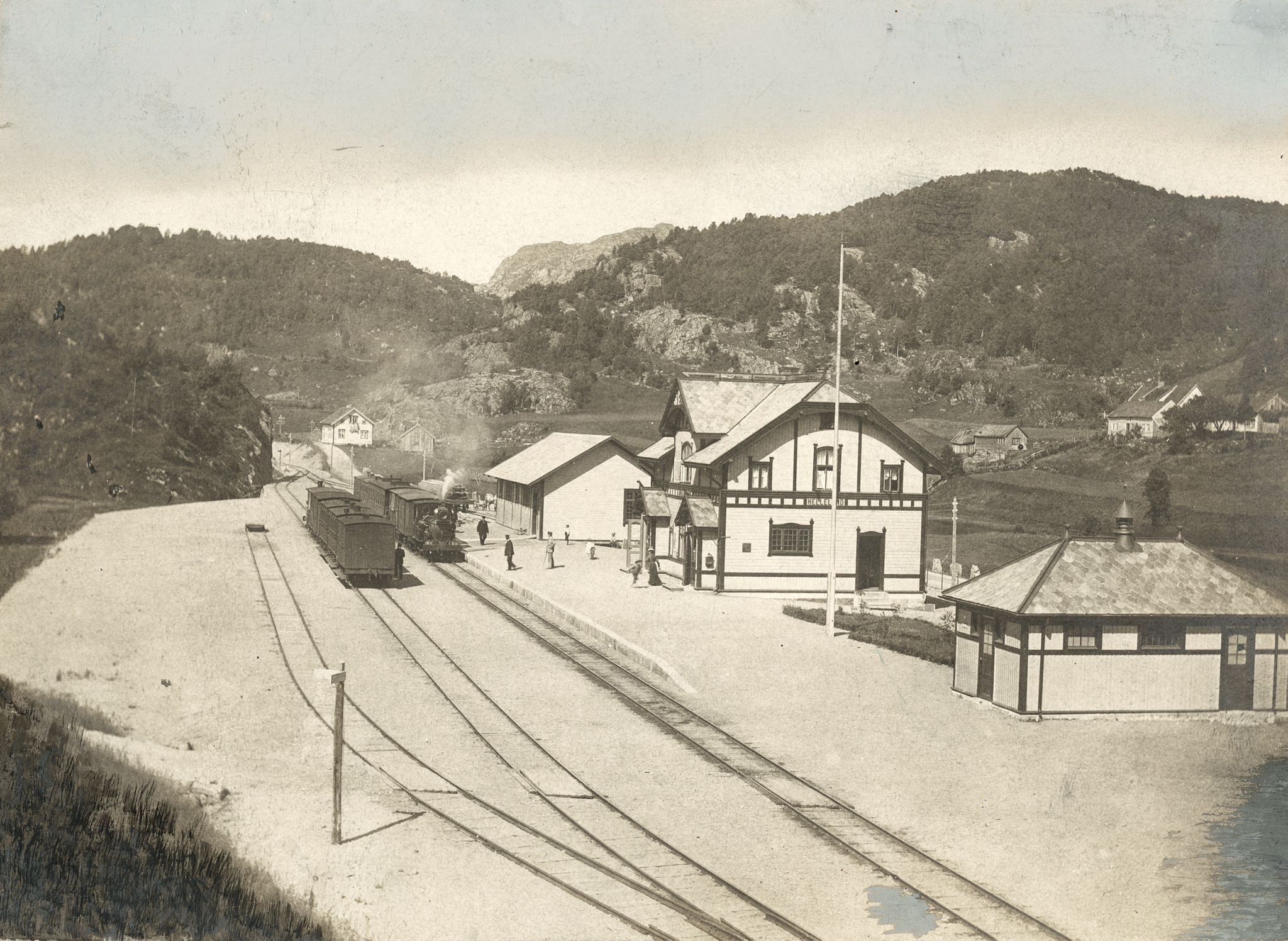
Bahnhof Helleland

In der Zeit, als die Strecke schmalspurig war, verkehrten die Züge mit Dampflokomotiven. Beim Umbau der Strecke wurde zwischen Sira und Flekkefjord nur das Gleisbett für die normalspurigen Gleise verbreitert, die vorhandenen Tunnelquerschnitte blieben jedoch. Das hatte Folgen hinsichtlich des Einsatzes von Triebfahrzeugen.
Für den Personenverkehr existierte ab 1941 ein von Strømmens Værksted gebauter besonders leichter Fahrzeugtyp für Strecken mit leichtem Oberbau. Dieser wurde als Cmo type 7, ab 1942 als Cmdo type 7a und ab 1956 als Bmdo type 87a bezeichnet und im Nummernplan ab 1956 NSB Type 87 genannt. Durch ihre geringen äußeren Abmaße konnten diese Züge problemlos im eingeschränkten Lichtraumprofil verkehren. Allerdings endete zwischen 1969 und 1981 die wirtschaftliche Lebensdauer, sie wurden abgestellt und verschrottet.
Ersatzfahrzeuge, die für das Lichtraumprofil passten, wurden in Schweden gefunden. Die Fahrzeuge der dortigen Triebwagenbaureihe Y6 wurden durch Streckenstilllegungen überzählig, so dass 1981 die Triebwagen Y7 1136 (Baujahr 1957), Y7 1202 und 1205 (beide Baujahr 1958) als BM 89 01 bis 03 von NSB übernommen wurden. Y7 1166 und 1182 (beide Baujahr 1958) folgten 1986 als BM 89 04 und 05.
Mit Einstellung des Personenverkehrs wurden die Fahrzeuge überflüssig, die Fahrzeuge wurden an die Museumsbahn Dal–Västra Värmlands Järnväg und andere Museumsbahnen abgegeben.